# Salts als Jocs Olímpics d'Estiu del 2000
Als Jocs Olímpics d'Estiu del 2000 celebrats a la ciutat de Sydney (Austràlia) es disputaren 8 proves de salts, quatre en categoria masculina i quatre més en categoria femenina, intoduint-ser per primera vegada la variant de salts sincronitzats. La competició es desenvolupà entre els dies 17 i 30 de setembre del 2000 al Sydney International Aquatic Centre.

## Comitès participants
Hi participaren un total de 157 saltadors, 80 homes i 77 dones, de 42 comitès nacionals diferents.
| - Alemanya (8) - Argentina (1) - Armènia (1) - Austràlia (6) - Àustria (3) - Azerbaidjan (1) - Belarús (2) - Brasil (2) - Canadà (7) - Colòmbia (2) - Corea del Nord (5) - Corea del Sud (4) - Cuba (6) - Espanya (5) | - Estats Units (7) - Filipines (2) - Finlàndia (2) - França (6) - Geòrgia (1) - Grècia (5) - Hong Kong (1) - Hongria (4) - Indonèsia (3) - Itàlia (5) - Japó (1) - Kazakhstan (5) - Malàisia (3) - Mèxic (7) | - Perú (1) - Puerto Rico (1) - Regne Unit (8) - Txèquia (1) - Romania (3) - Rússia (7) - Suècia (1) - Suïssa (3) - Tailàndia (2) - Ucraïna (9) - Veneçuela (3) - R.P. de la Xina (8) - Xina-Taipei (4) - Zimbàbue (1) |

## Resum de medalles

### Categoria masculina
| Prova                                     | Or                                      | Argent                                    | Bronze                                |
| Trampolí de 3 m. Detalls                  | Xiong Ni                                | Fernando Platas                           | Dmitri Saütin                         |
| Plataforma de 10 m. Detalls               | Tian Liang                              | Hu Jia                                    | Dmitri Saütin                         |
| Trampolí de 3 m. sincronitzat Detalls     | R.P. de la XinaXiong Ni · Xiao Hailiang | RússiaDmitri Saütin · Alexandre Dobroskok | AustràliaRobert Newbery · Dean Pullar |
| Plataforma de 10 m. sincronitzada Detalls | RússiaDmitri Saütin · Igor Lukashin     | R.P. de la XinaHu Jia · Tian Liang        | AlemanyaJan Hempel · Heiko Meyer      |

### Categoria femenina
| Prova                                     | Or                                  | Argent                                   | Bronze                                  |
| Trampolí de 3 m. Detalls                  | Fu Mingxia                          | Guo Jingjing                             | Dörte Lindner                           |
| Plataforma de 10 m. Detalls               | Laura Wilkinson                     | Li Na                                    | Anne Montminy                           |
| Trampolí de 3 m. sincronitzat Detalls     | RússiaVera Ilina · Ioulia Pakhalina | R.P. de la XinaFu Mingxia · Guo Jingjing | UcraïnaGanna Sorokina · Olena Zhupina   |
| Plataforma de 10 m. sincronitzada Detalls | R.P. de la XinaLi Na · Xue Sang     | CanadàÉmilie Heymans · Anne Montminy     | AustràliaRebecca Gilmore · Loudy Tourky |

## Medaller
| Posició | País            | Or | Argent | Bronze | Total |
| 1       | R.P. de la Xina | 5  | 5      | 0      | 10    |
| 2       | Rússia          | 2  | 1      | 2      | 5     |
| 3       | Estats Units    | 1  | 0      | 0      | 1     |
| 4       | Canadà          | 0  | 1      | 1      | 2     |
| 5       | Mèxic           | 0  | 1      | 0      | 1     |
| 6       | Alemanya        | 0  | 0      | 2      | 2     |
| 6       | Austràlia       | 0  | 0      | 2      | 2     |
| 8       | Ucraïna         | 0  | 0      | 1      | 1     |